# Crowfoot

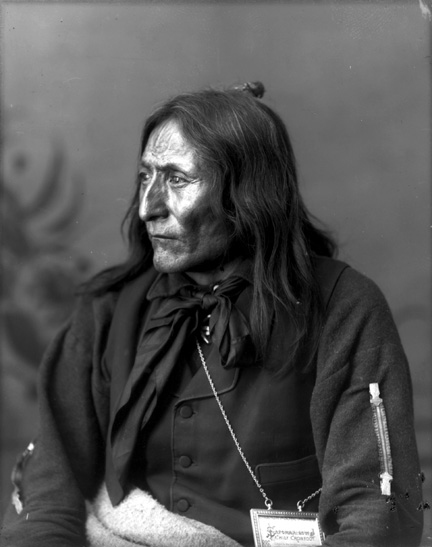
Crowfoot (1885)

Crowfoot (englisch für „Krähenfuß“; eigentlich Blackfoot Isapo-Muxika oder Issapóómahksika, „Großer Krähenfuß“; * um 1830; † 25. April 1890 bei Blackfoot Crossing, Alberta) war ein Stammeshäuptling der Blackfoot-Indianer (Siksika) in Kanada.
Die kanadische Regierung, vertreten durch den für das Historic Sites and Monuments Board of Canada zuständigen Minister, ehrte Isapo-Muxika am 16. Mai 1945 und erklärte ihn zu einer „Person von nationaler historischer Bedeutung“.

## Leben
Zwar war Crowfoot ein Krieger, aber auch daran interessiert, Frieden zwischen den verschiedenen Stämmen zu schaffen. Als die Canadian Pacific Railway beschloss, ihre Hauptverbindungslinie durch das Territorium der Blackfoot zu bauen, überzeugten Verhandlungen mit Albert Lacombe Crowfoot, dies zu gestatten. Der Präsident der Eisenbahngesellschaft, William Van Horne, schenkte ihm dafür einen lebenslang gültigen Fahrschein auf den Strecken der CPR.
Im Jahr 1877 zwang die Regierung, vertreten von Colonel James Macleod und Vizegouverneur David Laird, Crowfoot und weitere Häuptlinge der Blackfoot zur Unterzeichnung eines Vertrages, dem Vertrag 7 der „Nummerierten Verträge“, mit dem die Stämme Land abtraten. Im Gegenzug erhielten sie jährliche Zahlungen und Reservate.
Ungeachtet seiner allgemein anerkannten Tapferkeit lehnte Crowfoot es ab, 1885 am Nordwest-Aufstand teilzunehmen, da er ihn für eine verlorene Sache hielt. Er starb 1890 an Tuberkulose. Der Crowfoot Trail, eine wichtige Straße in Calgary, ist nach ihm benannt.